# Písek (distrikt)

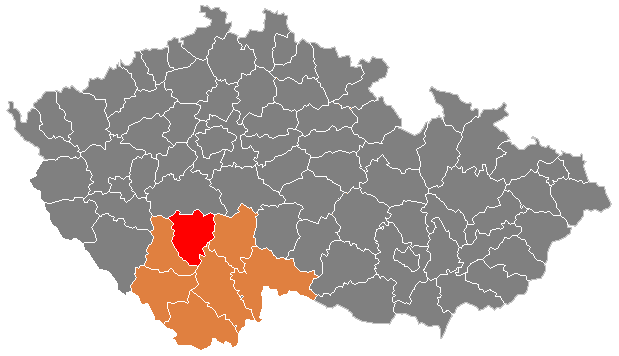
Distriktets läge i Södra Böhmen.

Písek är ett distrikt (okres) i Södra Böhmen i södra Tjeckien. Huvudorten är Písek.
Orter i Písek:
- Albrechtice nad Vltavou
- Bernartice
- Borovany
- Boudy
- Božetice
- Branice
- Cerhonice
- Čimelice
- Čížová
- Dobev
- Dolní Novosedly
- Kostelec nad Vltavou
- Kovářov
- Kožlí
- Králova Lhota
- Křenovice
- Křižanov
- Kučeř
- Květov
- Orlík nad Vltavou
- Osek
- Oslov
- Ostrovec
- Paseky
- Písek
- Podolí I
- Probulov
- Protivín
- Ražice
- Sepekov
- Skály
- Slabčice
- Smetanova Lhota
- Stehlovice
- Tálín
- Temešvár
- Varvažov
- Veselíčko